# بولين ستافورد
بولين ستافورد (بالإنجليزية: Pauline Stafford)‏ هي مؤرخة بريطانية، ولدت في 1946.